# Рахлау (Кубшюц)

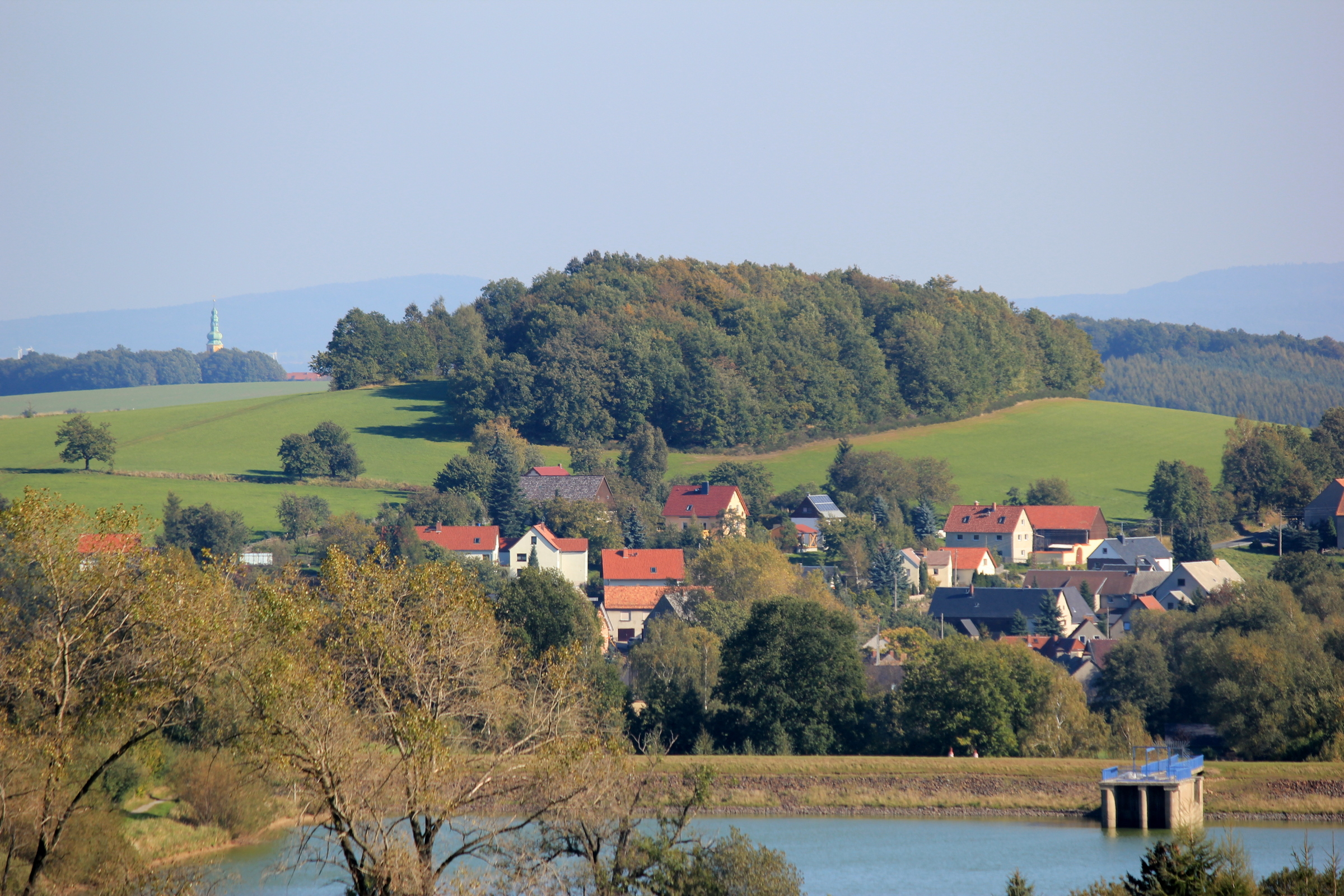

Ра́хлау или Ра́хлов-под-Чо́рнобогом, употребляется также краткий серболужицкий вариант — Рахлов (нем. Rachlau; в.-луж.  Rachlow pod Čornobohom; в.-луж. Rachlowо файле) — деревня в Верхней Лужице, Германия. Входит в состав коммуны Кубшюц района Баутцен в земле Саксония. Подчиняется административному округу Дрезден.

## География
Располагается примерно в трёх километрах южнее от административного центра коммуны Кубшюца у подножия холмов Дёленер-Берг, славянское наименование — Громадник (нем. Döhlener Berg, в.-луж. Hromadnik) высотой 514 метров и Чорнебох, славянское наименование — Чорнобог (нем. Czorneboh, в.-луж. Čornobóh) высотой 555 метров.
Соседние населённые пункты: на севере — деревня Соврецы, на востоке — деревня Мешицы коммуны Хохкирх, на западе — деревня Деляны и на северо-западе — деревня Высока.

## История
Впервые упоминается в 1359 году под наименованием Rachelow, Rachlow.
С 1936 по 1950 года входила в коммуны Дёлен и Пилиц, с 1950 по 1974 года — в коммуну Вайсиг. С 1974 года входит в современную коммуну Кубшюц.
В настоящее время деревня входит в состав культурно-территориальной автономии «Лужицкая поселенческая область», на территории которой действуют законодательные акты земель Саксонии и Бранденбурга, содействующие сохранению лужицких языков и культуры лужичан.
Исторические немецкие наименования.
- Rachelow, Rachlow, 1359
- Rachelaw, Rachlaw, 1435
- Rachlaw, Rachla am Berge, 1543
- Rachlo, 1571
- Rachel, 1586
- Rachlaw, 1658
- Rachel Alberts, Rachel im Gebirge, 1748
- Rachlau, 1791
- Rachlau (Albertsrachlau), 1875

## Население
Официальным языком в населённом пункте, помимо немецкого, является также верхнелужицкий язык.
Согласно статистическому сочинению «Dodawki k statisticy a etnografiji łužickich Serbow» Арношта Муки в 1884 году в деревне проживало 225 человек (из них — 219 серболужичан (97 %)).
Лужицкий демограф Арношт Черник в своём сочинении «Die Entwicklung der sorbischen Bevölkerung» указывает, что в 1956 году при общей численности в 461 человек серболужицкое население деревни составляло 53 % (из них верхнелужицким языком владели 201 взрослый и 67 несовершеннолетних).
| 1834 | 1871 | 1890 | 1910 | 1925 | 1939 | 1946 | 1950 | 1964 |
| ---- | ---- | ---- | ---- | ---- | ---- | ---- | ---- | ---- |
| 230  | 242  | 222  | 203  | 225  | 430  | 497  | 543  | 446  |

## Достопримечательности
Памятники культуры и истории земли Саксония
- Гранитный камень у моста на мельницу (№ 09251961).
- Каменный дорожный указатель, первая половина 19 века (№ 09251936).
- Жилой дом, Rachlau 8, 1832 год (№ 09251962).
- Жилой дом, Rachlau 9, 1832 год (№ 09251963).
- Бывшая школа, Rachlau 10а, 1828 год (№ 09251958).
- Жилой дом с мельницей, Rachlau 12, 1828 год (№ 09251960).
- Жилой дом, Rachlau 13, первая половина 19 века (№ 09251931).
- Жилой дом, Rachlau 24, 1826 год (№ 09251929).
- Жилой дом, Rachlau 27, 1700 год (№ 09253681).
- Жилой дом, Rachlau 36, первая половина 19 века (№ 09252279).
- Жилой дом, Rachlau 41, первая половина 19 века (№ 09300654).
- Мост «Steindecker», Rachlau 41, 19 век (№ 09300655).
- Надпись на сарае, Rachlau 30, 1772 год (№ 09251932).
- Памятник погибшим в Первой мировой войне, Rachlau 13, 1918 год (№ 09251930).
- Ворота с каменной стеной, Rachlau 19, 19 век (№ 09253680).
- Смотровая башня, Rachlau 44, 1850 год (№ 09251530).

Галерея

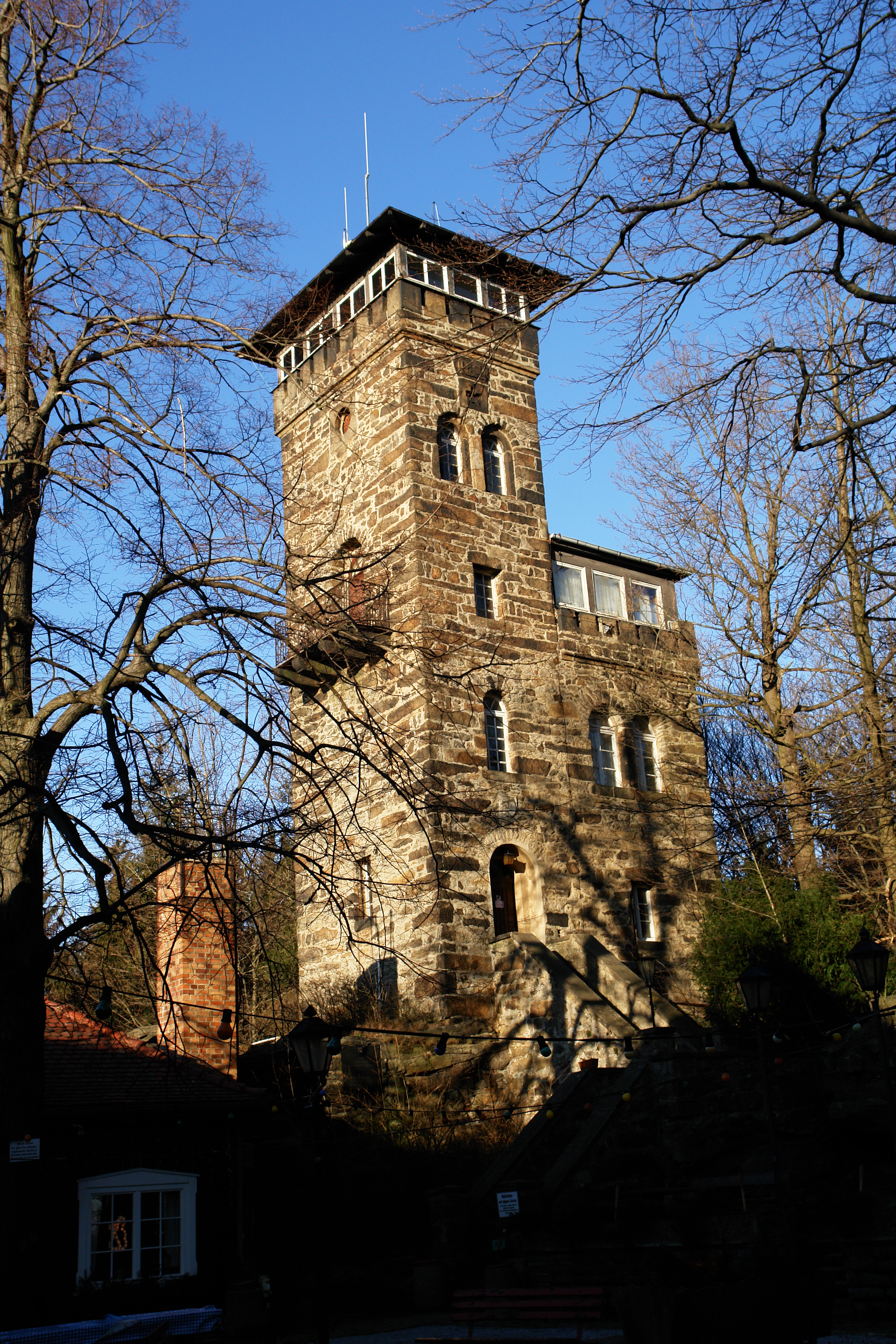
Смотровая башня
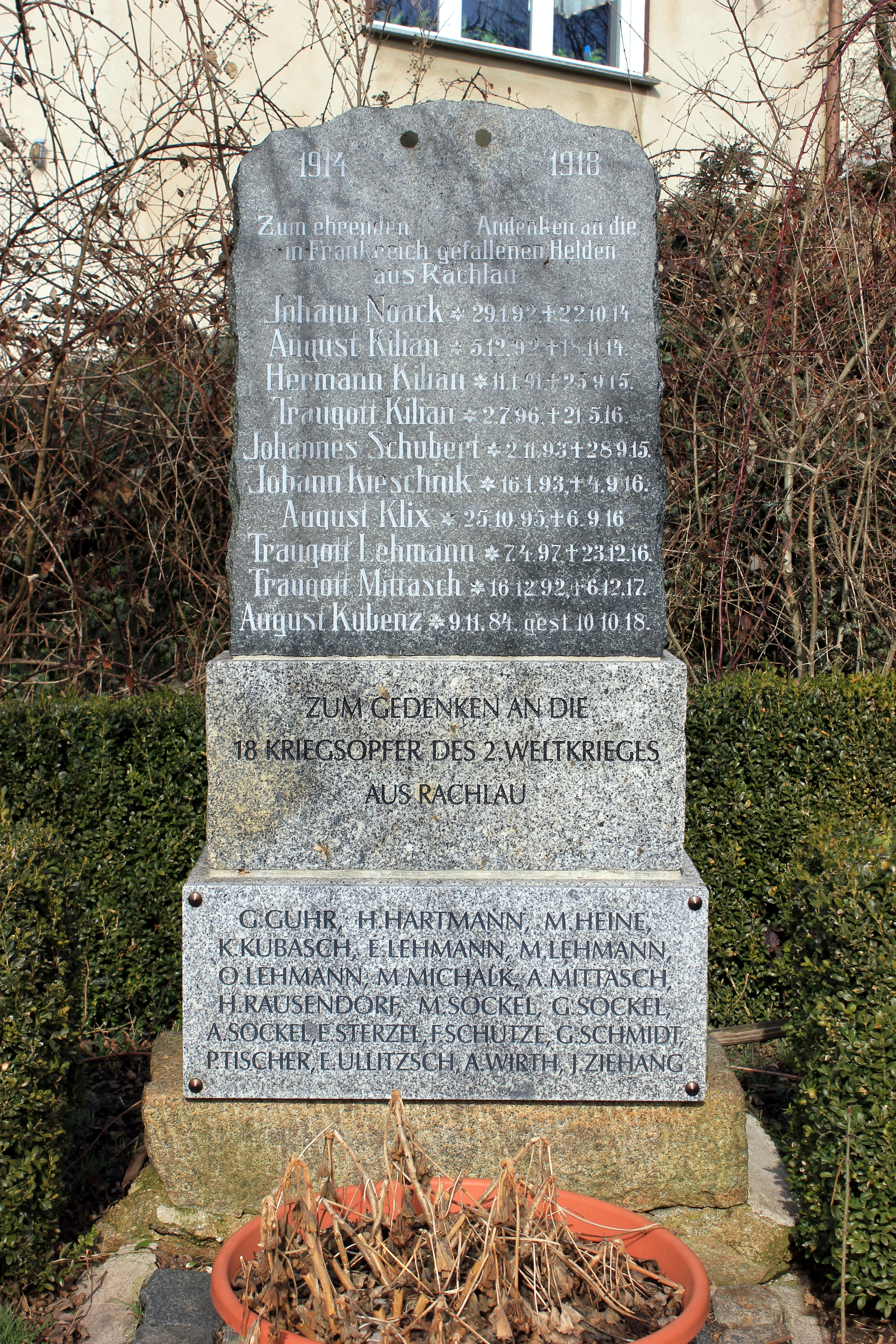
Памятник павшим в Первой мировой войне
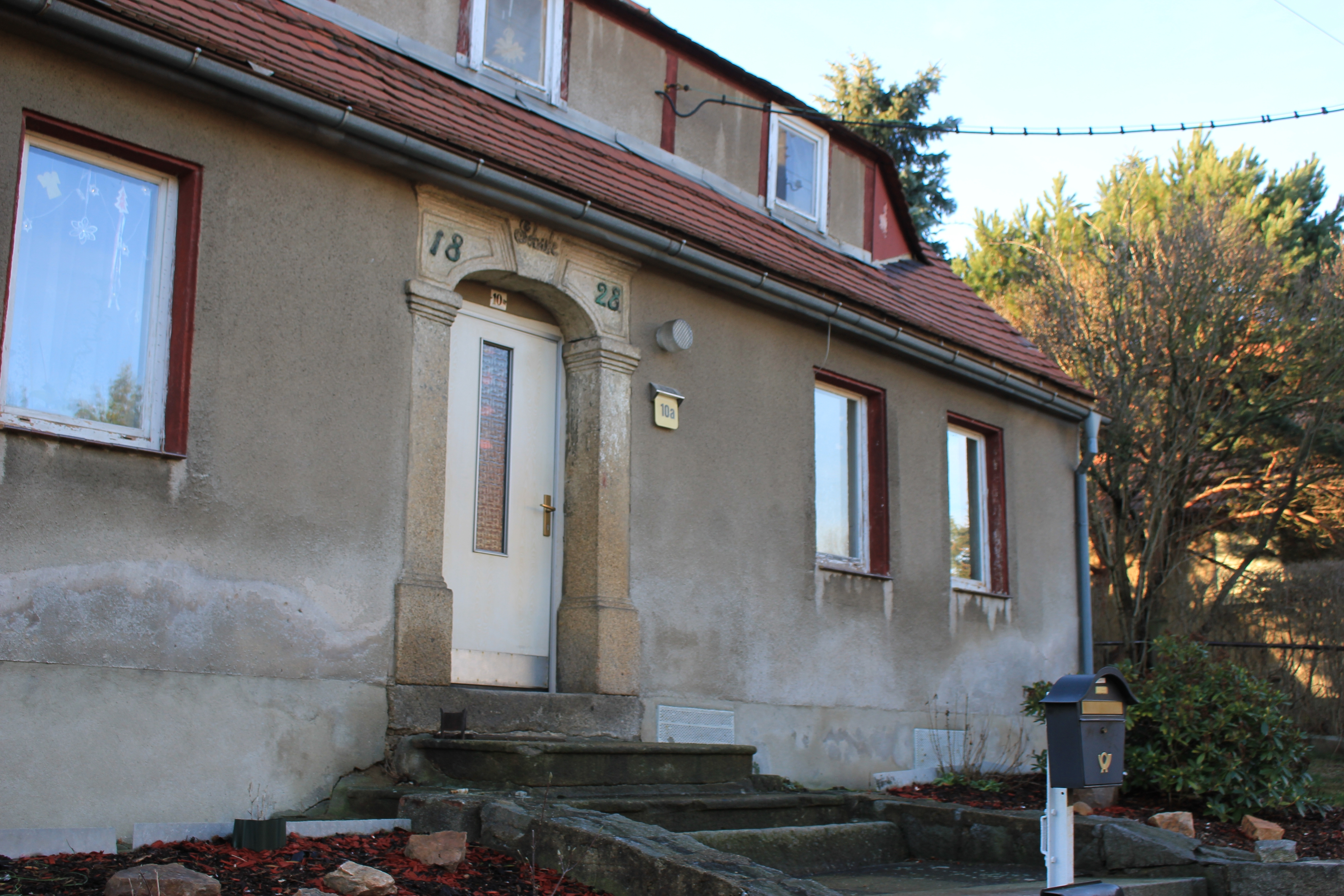
Бывшая школа
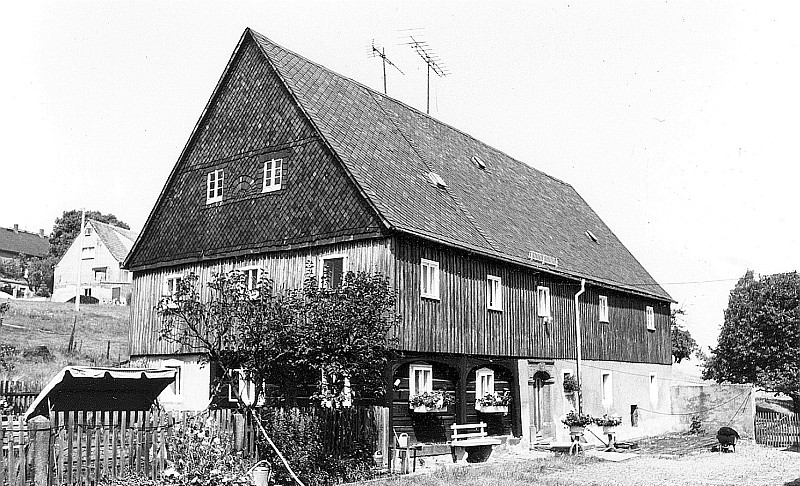
Жилой дом с мельницей, Rachlau 12
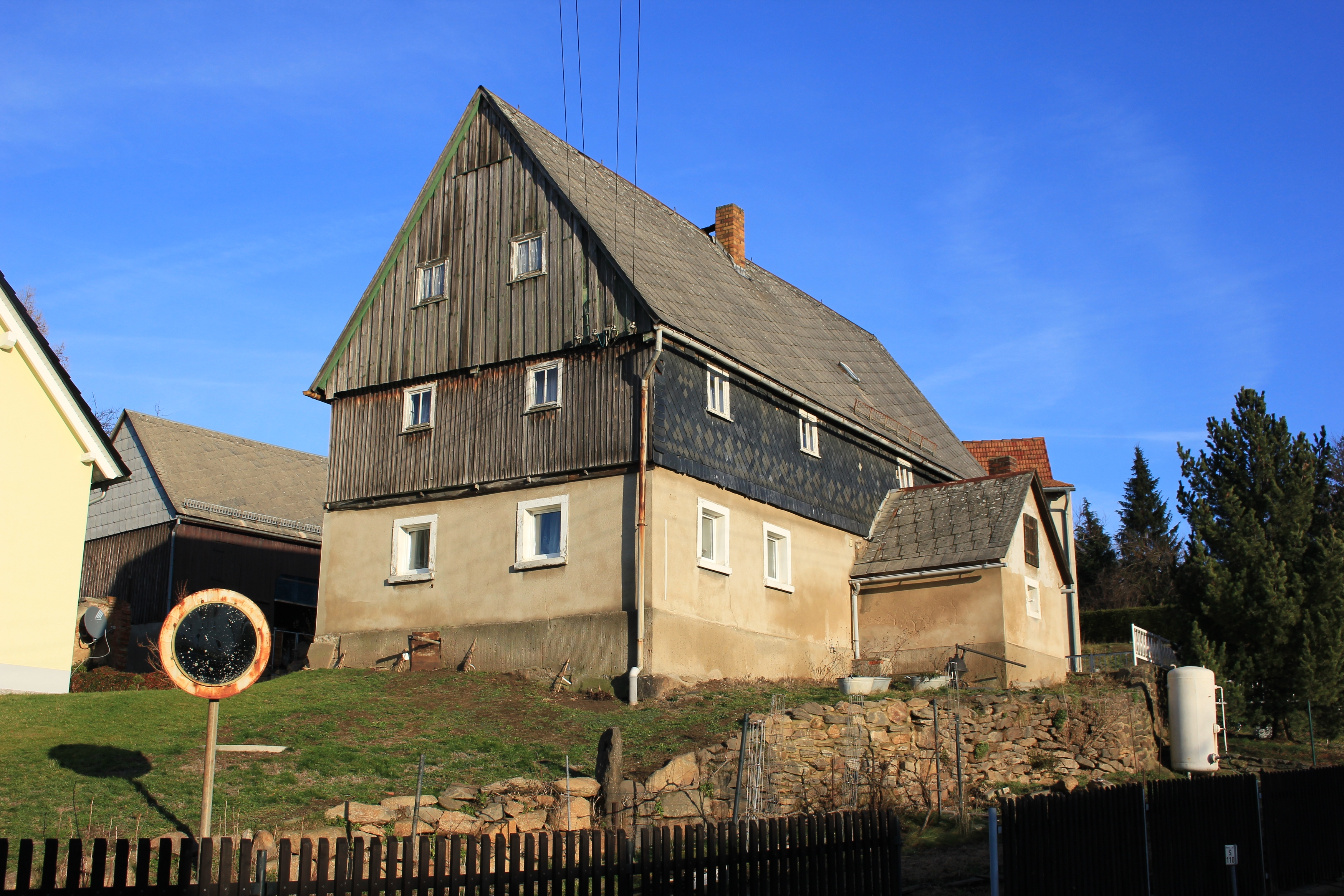
Жилой дом, Rachlau 13
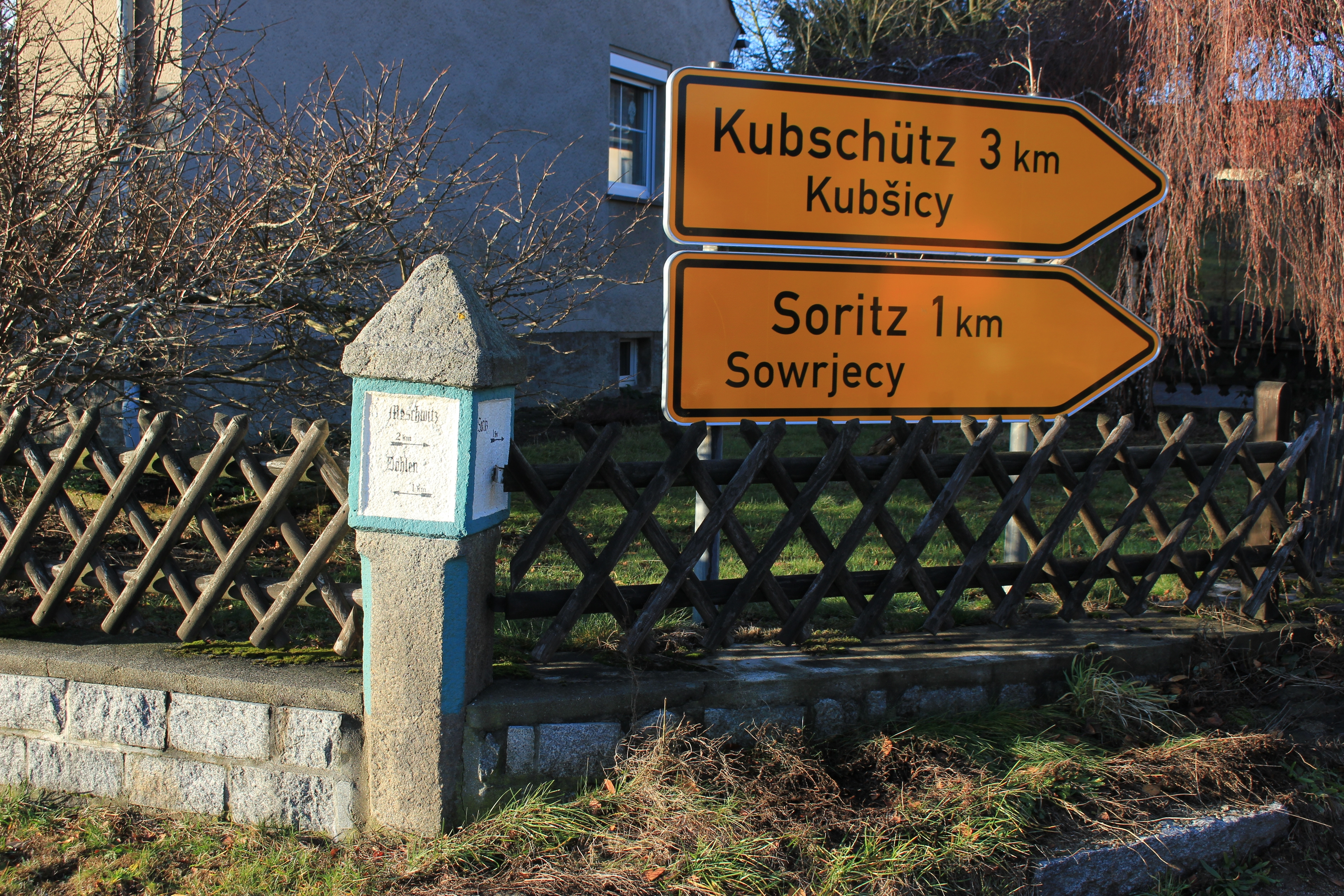
Дорожный указатель

## Известные жители и уроженцы
- Гандрий Любенский (1790—1840) — серболужицкий писатель и общественный деятель
- Корла Богумер Шеца (1858—1939) — серболужицкий педагог, естествоиспытатель
- Божидар Шеца (1900—1986) — серболужицкий педагог, учёный-ботаник и краевед
- Фридо Михалк (1927—1992) — серболужицкий филолог-славист